# Mémoires de la chair
Mémoires de la chair (arabe : ذاكرة الجسد) est un conte de Ahlam Mosteghanemi paru en 1993. La traduction française, signée Mohamed Mokeddem, a été publiée en 2002
.